# Terme La Fortuna
Lo stabilimento delle terme La Fortuna è uno dei più famosi stabilimenti termali di Montecatini Terme.

## Storia e descrizione
Seppur che la fonte La Fortuna sia stata scoperta nel 1853, l'attuale edificio risale al 1912 circa e venne edificato su progetto di Giulio Bernardini. La struttura consiste in un "fabbricato ad un piano a pianta rettangolare, oltre al sottosuolo", inoltre vi era, al piano terra, "la sala per la bibita con accesso anche sul tergo". Tra il 1931 e il 1939 il parco adiacente ha ospitato un circuito di minigolf.
L'edificio era originariamente suddiviso in due ambienti, il primo adibito alle cure termali, il secondo all'imbottigliamento e confezionamento delle acque. Le acque erano convogliate in grandi cisterne, situate in un ipogeo al di sotto del locale, nel quale si può leggere ancora un'iscrizione marmorea apposta dal costruttore indicante il nome dell'acqua, chiamata appunto Acqua della Fortuna. La costruzione presenta cornici ornamentali in travertino a finestre e porte, è ad un solo piano ed è immersa nel verde di un grande parco, attualmente cintato, che collegava i vari edifici e nel quale gli ospiti potevano oltre che passeggiare, praticare ogni tipo di cura termale, soprattutto la bibita dell'acqua. In prossimità dell'edificio è visibile una statua, opera dello scultore fiorentino Guidotti, che simboleggia allegoricamente L Acqua della Fortuna, per l'esecuzione della quale l'autore prese come modella una giovane montecatinese: Emma Tacchi. A causa della scarsa portata idrica lo stabilimento ha perso agli inizi del '900 la sua originaria funzione.
Nel corso del tempo, infatti, è stato destinato a vari usi, tra i quali quello di buffet per le feste estive che negli anni '30 erano organizzate nell'antistante piazzale, adibito per l'occasione a pista da ballo. Negli anni del Secondo Conflitto Mondiale l'ambiente fu destinato a luogo di ritrovo e varietà per la truppa di stanza a Montecatini che necessitava di cure e riposo.
Terminato il conflitto e dopo un periodo nel quale fu nuovamente utilizzato per eventi nel periodo estivo, a metà degli anni '60 l'amministrazione dell'azienda termale concesse l'edificio per uso dell'Accademia d'Arte a Montecatini, che vi espose il patrimonio artistico fino al 1966.
Negli ultimi anni la Società delle terme di Montecatini, dopo una ristrutturazione avvenuta negli anni '70, decise di adibire i locali dell'edificio per uso amministrativo, quale biglietteria centrale, luogo nel quale erano accettate e completate le documentazioni relative alle cure dei numerosi mutuati, cedendone una parte all'associazione Asvalt, che si occupa di screening mammografrici.